# Empire Earth III
Empire Earth III é um jogo de estratégia em tempo real (RTS), onde, como na maioria dos jogos desse estilo, o objetivo é alcançar a supremacia mundial. O jogo tem múltiplos reviews.
Esta é a terceira versão da série Empire Earth. Como nas versões anteriores, você poderá jogar com uma civilização (ou facção), desde a Pré-História, até as eras futuristas, travando várias batalhas épicas pelo domínio do mundo.

## Jogabilidade
A grande diferença deste jogo de estratégia em tempo real (RTS), com a maioria dos jogos do mesmo estilo é a evolução de eras características. Dificilmente se acham jogos que se passam das eras mais primitivas até as eras mais modernas.
As três civilizações (facções) distintas, permitem evoluções de árvores tecnológicas diferentes. Cada uma foi feita para um tipo de estratégia de jogabilidade diferente. Também é evidente que uma civilização (facção) primitiva, não terá a mínima chance contra uma civilização (facção) que domine tecnologias elaboradas, portanto, precisa equilibrar os seus atos.
Haverá duas modalidades de jogo. Uma delas é a campanha ("Dominação Mundial"), onde o jogador cria seu projeto para dominar o mundo, ideal para os maquiavélicos, e outra de partidas isoladas, que podem ser configuradas de acordo com a vontade dos jogadores, perfeito para os que preferem os conceitos de Construção/Destruição.
O padrão é o básico de muitos títulos do gênero (estratégia em tempo real - RTS). Algumas unidades servindo para a infra-estrutura, outras para coletas de recursos, outras para ações militares, etc.

## Facções
Haverá três facções, as do Ocidente, Oriente Médio e Extremo Oriente. Também haverá civilizações (Não Facções) - Exemplos: França (Ocidente), China (Extremo Oriente), Japão (Extremo Oriente), etc. Cada facção (Ocidente, Oriente Médio, Extremo Oriente) possui tecnologias, unidades, estruturas e jogabilidades diferentes. Também existem o que se chama de tribos nativas, eles já começam residentes no cenário, e o jogador pode tanto se aliar quanto derrotar a tribo, a diferença dela com as outras civilizações, é que o objetivo delas não é de ganhar o jogo.

## Recursos
Diferente de seus antecessores (Empire Earth e Empire Earth II), haverá nesse apenas três recursos, Riqueza, Matéria-Prima e Pontos de Tecnologia.
Riqueza: É representado pelo próprio dinheiro, comércio. Gerado através de mercados, exportação, e pelo número de trabalhadores trabalhando. Esse recurso é gasto com pesquisas, desenvolvimento e criação de novas unidades.
Matéria-Prima: Gerado através de coleta de recursos naturais (Madeira, Minério, Pesca, etc). Esse recurso é gasto com a construção de embarcações e estruturas.
Tecnologia: Os pontos de tecnologia são obtidos de unidade a unidade através de pesquisa, e eles são usados para avançar de era, a cada era, se necessitam que mais pontos de tecnologia sejam obtidos, para isso você precisa investir riquezas em pesquisa.

## Eras
Diferentemente dos outros jogos da série que têm várias eras, nesse haverá apenas 5 eras, que se associam as idades históricas:
Antiga
Medieval
Colonial
Moderna
Futurista

## Domínio do Mundo
Haverá também um modo de campanha chamado "Domínio do Mundo", pelo qual o jogador luta com sua nação/facção contra outras nações/facções para conquistar o mundo.
O mundo está dividido em regiões (províncias), que o jogador tem que dominar uma a uma.